# Linus Heidegger
Linus Heidegger (Innsbruck, 23 augustus 1995) is een voormalig Oostenrijks langebaanschaatser en voormalig inline-skater.
Vanaf 2006 was Heidegger zevenmaal deelnemer aan de Viking Race in Heerenveen waar hij in 2009 won. Op 18-jarige leeftijd maakte Heidegger zijn EK-debuut in 2014 in Hamar. Debuteerde in de wereldbeker in november 2013 in Calgary. Samen met Bram Smallenbroek en Armin Hager reed hij op de ploegenachtervolging op 15 november 2014 in Obihiro naar de zesde tijd; voor Italië, Duitsland en Canada. In 2015 eindigde hij op het WK junioren als elfde. Heidegger werd in 2016 15e op het EK allround in Minsk.

## Persoonlijk records
| Afstand      | Tijd      | Datum             | Baan           |
| ------------ | --------- | ----------------- | -------------- |
| 500 meter    | 37,23     | 9 januari 2016    | Minsk          |
| 1000 meter   | 1.11,96   | 3 januari 2016    | Inzell         |
| 1500 meter   | 1.48,04   | 15 november 2015  | Calgary        |
| 3000 meter   | 3.46,04   | 30 september 2017 | Inzell         |
| 5000 meter   | 0 6.21,63 | 10 december 2017  | Salt Lake City |
| 10.000 meter | 13.38,27  | 11 december 2016  | Heerenveen     |

## Resultaten
| Jaar | OK Allround | EK Allround | WK Allround | WK Afstanden   | Olympische Spelen | WK Junioren              |
| ---- | ----------- | ----------- | ----------- | -------------- | ----------------- | ------------------------ |
| 2011 | Goud        |             |             |                |                   |                          |
| 2012 | Brons       |             |             |                |                   |                          |
| 2013 | Goud        |             |             |                |                   | 13e (19e, 18e, 18e, 15e) |
| 2014 | Zilver      | NC26        |             |                |                   |                          |
| 2015 | Goud        |             |             |                |                   | 11e (35e, 15e, 23e, 12e) |
| 2016 | Goud        | NC14        |             | 16e massastart |                   |                          |
| 2017 | Goud        | DQ2         |             | 17e massastart |                   |                          |
| 2018 |             |             | NC19        |                | 6e massastart     |                          |

NC# = niet gekwalificeerd voor de laatste afstand, maar wel als # geklasseerd in de eindrangschikking
DQ = diskwalificatie voor bepaalde afstand